# Завиток ясный
Завиток ясный, или завиток-крошка, или улитка-завиток малая (лат. Vertigo pusilla) — вид наземных стебельчатоглазых брюхоногих моллюсков рода Vertigo семейства Vertiginidae. Раковина левозавитая, от овальной до удлинённо-овальной, высотой 1,6—2,2 мм, шириной 1,—1,2 мм, желтовато-коричневая, с 6—9 зубами в устье. Распространён на большей части Европы, на Кавказе, в Малой Азии, северном Казахстане и на Алтае. Обитает в смешанных и лиственных лесах, в зарослях кустарников, на открытых луговинах, на окраинах влажных и умеренно увлажнённых лугов, на затенённых камнях и антропогенных каменных стенах, в осыпях, на каменистых альпийских лугах, песчаных дюнах, изредка в старых парках, иногда в ольховых топях и на периодически затопляемых берегах озёр, покрытых древесной растительностью. Живёт в подстилке, на обомшелых стволах, в дуплах со слоем листового опада, в дерновинах злаков, под камнями. Во всех популяциях преобладают особи, не имеющие мужских половых органов. Размножение происходит преимущественно в результате самооплодотворения. За один сезон улитки откладывают 4—74 яиц. Продолжительность жизни до 34 месяцев.

## Описание

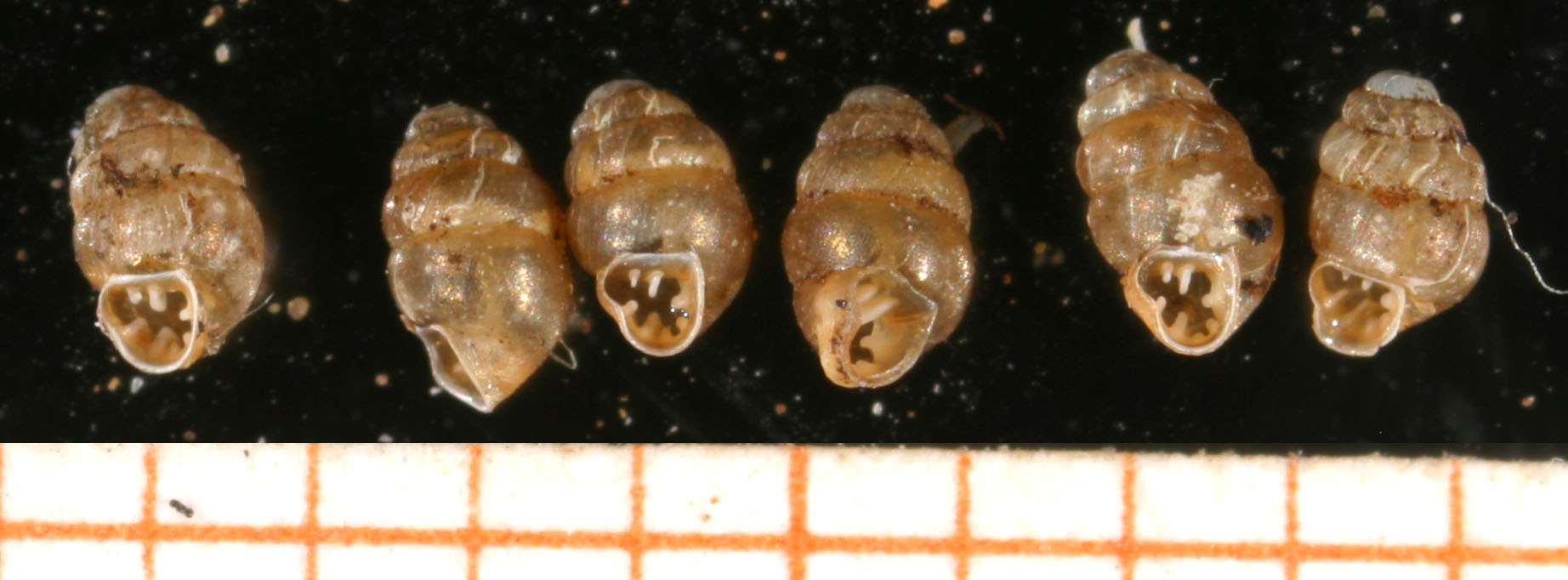
Раковины Vertigo pusilla

Раковина левозавитая, от овальной до удлинённо-овальной, блестящая, просвечивающая, с сужающимся завитком, состоит из 4,5—5 оборотов. Высота раковины 1,6—2,2 мм, ширина 1—1,2 мм. Высота устья 0,43—0,58 мм, ширина 0,5—0,68 мм. Обороты обычно умеренно выпуклые, а шов умеренно глубокий, но в целом данные признаки сильно варьируют. Последний оборот к устью слабо поднят, его высота больше половины высоты раковины. Окраска одноцветно желтовато-коричневая, зубы несколько светлее. Эмбриональные обороты с неясной зернистостью. Дефинитивные обороты со слабыми радиальными морщинами. Устье сердцевидное, с глубокой палатальной выемкой. Базальный край устья отвёрнут. Слабая губа обычно есть. Зубов 6—9: 2 париетальных, 1 колумеллярный, 1 базальный, 2—5 палатальных. Два основных палатальных зуба выражены в различной степени, могут быть в виде двух довольно длинных пластинок. Мозоль присутствует на базальной стенке и на нижней части палатальной стенки, выражена в различной степени, реже отсутствует, вместе с палатальными зубами видна сквозь раковину. Затылочное утолщение умеренно выражено, находится на базальной стенке и на нижней части палатальной стенки. Между затылочным утолщением и краем устья есть небольшая ямка, соответствующая палатальной выемке. Пупок закрыт.
Бока ноги, край мантии и подошва беловато-серые. Голова, щупальца, и срединная часть ноги несколько темнее, светло-серые.

### Половая система
Верхняя гроздь гермафродитной железы состоит из 3—5 ацинусов, нижняя — из 4—6. Ацинусы округлые или грушевидные, некоторые из них сужены. Гермафродитный проток извит и утолщён только в его срединной части, реже вся его половина вблизи белковой железы извита и утолщена. Ветви камеры оплодотворения прилегают друг к другу или образуют острый угол, восходящая ветвь обычно толще нисходящей. Белковая железа языковидная, её дольки овально-округлые. Простата состоит из двух ветвей разной длины. Яйцевод в 4 раза длиннее вагины. Вагина короткая, не длиннее атриума. Семяприёмник расположен между спермовидутом и белковой железой. Дистальный отдел пениса булавовидный, его длина составляет 0,6—0,7 от суммарной длины вагины и яйцевода. Проксимальный отдел пениса булавовидный, его длина сильно варьирует и может составлять 0,3 от длины дистального отдела или же имеет почти ту же длину. Гермафродитная железа и извитая часть гермафродитного протока имеют тёмный пигмент. Остальные органы белые.
Большинство особей (74—95 %) во всех популяциях афалличные, то есть не имеющие мужских половых органов. В таком случае семяпровод заканчивается слепо.

## Распространение
Распространён на большей части Европы. На север доходит до 68° с. ш. в Норвегии, до 66° 50′ в Швеции и примерно до 60° с. ш. в Финляндии и европейской части бывшего СССР. На запад доходит до Ирландии, на восток — до южного Предуралья. В южных частях Европы был найден на Пиренейском полуострове, на территории бывшей Югославии, в Румынии и Болгарии. В степной зоне ареал вида прерывается и он вновь появляется в Крымских горах и на Кавказе. Кроме того, вид распространён в Малой Азии, северном Казахстане (Северо-Казахстанская область) и на Алтае.

## Экология
Мезофильный вид. Обитает в смешанных и лиственных лесах, в зарослях кустарников, на открытых луговинах, на окраинах влажных и умеренно увлажнённых лугов, на затенённых камнях и антропогенных каменных стенах, в осыпях, на каменистых альпийских лугах, песчаных дюнах, изредка в старых парках, иногда в ольховых топях и на периодически затопляемых берегах озёр, покрытых древесной растительностью. Наиболее многочисленные популяции встречаются в лесах на богатых кальцием субстратах, с россыпью камней и толстым слоем подстилки. В горах Польши поднимается на высоту до 1500 м. Живёт в подстилке, на обомшелых стволах, в дуплах со слоем листового опада, в дерновинах злаков, под камнями. На травянистые растения не поднимается, но был найден на стволах лещины на высоте до 2 м от поверхности почвы. В Польше с апреля по июнь популяционная плотность вида может достигать 900 или более экземпляров на 1 м² и в течение лета и осени она постепенно снижается.

## Размножение
Гермафродит. Размножение происходит преимущественно в результате самооплодотворения. Спаривание у данного вида, по всей видимости, происходит редко, так как в популяциях преобладают афалличные особи. В процессе брачных игр и спаривания эуфалличные особи, то есть имеющие нормально развитые мужские половые органы, принимают роль самцов, а афалличные — роль самок. Спаривания между двумя эуфалличными особями не наблюдалось, хотя оно, возможно, может происходить.

### Спаривание
Брачные игры и спаривание разделяются на 4 фазы. Так называемый «самец» преследует возможного партнёра, поедая его слизь, трогая его щупальцами и пытаясь забраться на его раковину. Эта фаза может занимать 10—60 минут. Забравшись на раковину «самки» и приняв удобное положение, «самец» выворачивает пенис, пытаясь поместить его в половое отверстие партнёра, и выделяет при этом слизь. В этот момент щупальца «самки» наполовину втягиваются и она становится неподвижной. Эта фаза длится 5—30 минут. «Самец» помещает пенис на 2—5 минут, затем он слезает с «самки» с всё ещё вывернутым пенисом, который в течение нескольких минут втягивается, и партнёры расходятся. Брачные игры и спаривание может повториться у только что спаривающихся моллюсков уже через несколько минут.
Фаза преследования и попытки забраться на раковину партнёра могут происходить между двумя или более афалличными особями. Спаривания в таких случаях не происходит.
Поскольку для данного вида характерно самооплодотворение, неясно, приводит ли спаривание к оплодотворению яиц. Данный вид, как и другие представители рода Vertigo, не образует сперматофоров.

### Яйца
В Польше откладка яиц наиболее интенсивна весной и в начале лета. Поздним летом и осенью репродуктивная активность снижается. Улитки откладывают яйца в сырые места: на куски гниющей коры, на опавшие листья, в дыры и щели маленьких разложившихся веток. Яйца откладываются по одному, реже по двое. Число яиц, отложенных за один сезон, варьирует от 4 до 74 штук. В лабораторных условиях одна особь, размножающаяся в течение двух сезонов, за всю жизнь отложила 102 яйца.
Яйца шаровидные или слегка овальные, прозрачные, желеобразные, почти бесцветные, диаметром 0,52—0,70 мм. С момента откладки внутри виден эмбрион, имеющий вид молочно-белой точки. Яйца состоят из внутренней, наружной и желеобразной оболочек (последняя находится между внутренней и наружной). Снаружи обычно имеется покрытие из слизи. Желеобразная оболочка состоит из 6—9 слоёв и её средняя толщина составляет 0,035 мм. Наружная оболочка изредка отсутствует и наружный слой желеобразной оболочки примыкает к слизистому покрытию.
Большинство яиц откладываются на стадии одной клетки (некоторые на стадии ооцита II), но некоторые из них более развиты, что указывает на удержание яиц в течение нескольких дней. При температуре 27°С вылупление происходит через 11 дней, при 24°С — обычно через 12 дней, при 19°С — через 18—19 дней. Перед вылуплением улитки втягивают и вытягивают ногу, в то время как голова остаётся в раковине. В результате таких движений оболочка яйца ломается и улитки вылупляются. Вылупившиеся особи очень активны и сразу приступают к кормёжке. Молодь не поедает остатки оболочек яиц или другие яйца. В условиях засухи яйца и молодь гибнут в течение 2—3 дней.

### Рост
Эмбриональные раковины состоят из 1,1—1,5 оборотов. Их ширина составляет 0,52—0,6 мм. У молодых особей с 3,5—4 оборотами ацинусы гермафродитной железы пальцевидные, гермафродитный проток прямой и тонкий, камера оплодотворения и простата не видны, семяприёмник не отграничен от своего протока. Белковая железа маленькая, примерно того же размера, что и гермафродитная железа молоди. Спермовидукт, яйцевод, вагина и пенис тонкие. Пенис примерно той же толщины, что и спермовидукт, отделы пениса не разделены сужением. Полное формирование половой системы происходит у особей с около 5 оборотами. При благоприятных условиях улитки достигают половой зрелости через 30—40 дней после вылупления. В периоды засухи рост у молоди старших возрастов и у почти взрослых экземпляров останавливается.
Молодь в основном находится в подстилке у поверхности почвы. В Польше в среднем 16 % улиток достигают половой зрелости в год вылупления, обычно в конце периода размножения или после его окончания (от второй половины августа до начала октября). Почти у всех перезимовавших молодых особей есть чёткая линия на раковине, свидетельствующая об остановке роста зимой. Раковины зимующих молодых особей имеют 1,5—4,5 оборотов. У некоторых особей рост возобновляется в первой половине апреля, у других — в конце мая. В основном они становятся половозрелыми в период с июня по август, но молодые особи с линией перерыва в росте иногда встречались даже в половине сентября. Раковины данного вида нередко имеют две или более линии перерывов в росте. Неясно, возникают ли некоторые из этих линий в длительные периоды засухи летом или же некоторые улитки зимуют в молодом возрасте дважды. Продолжительность жизни до 34 месяцев.

## Охрана
В Красном списке Международного союза охраны природы (МСОП) и в Европейском красном списке наземных моллюсков (2019) европейским популяциям Vertigo pusilla присвоена категория «вызывающий наименьшие опасения» (Least concern), так как в Европе вид имеет довольно широкое распространение и в её масштабах не находится под угрозой. В отдельных регионах моллюску угрожает уничтожение и трансформация местообитаний, вырубка лесов и проведение лесохозяйственной деятельности в лесах. В Украине вид в целом обычен, однако в степной зоне он редок и занимает небольшие площади в ограниченном числе малонарушенных естественных местообитаний, в связи с чем данные популяции нуждаются в охране. В красный список не морских моллюсков Ирландии (2009) вид включён под категорией «вымирающий» (Endangered), так как в период с 1980 по 2009 год его популяция снизилась на 58 % и он не был повторно найден в некоторых ранее известных местонахождениях. В Северной Ирландии вид признан регионально вымершим. Включён в красный список моллюсков Швейцарии (2012) под категорией «близкий к уязвимому положению» (Near Threatened). В России внесён в Красную книгу Рязанской (с 2001 года) и Кировской (с 2011 года) областей под категорией 3 (редкий вид). В 2005 году был включён красный список угрожаемых видов Чехии под категорией «близкий к уязвимому положению», но был исключён в переиздании 2017 года.

## Таксономия
Впервые вид был описан датским натуралистом Отто Фредериком Мюллером в 1774 году. Типовое местонахождение — Фридриксдаль (окрестности Копенгагена в Дании). Типовые экземпляры неизвестны. Является типовым видом рода Vertigo по последующей монотипии.
Выделяют два ископаемых подвида:
- † Vertigo pusilla irenae Schlickum, 1975. Был описан Вильгельмом Рихардом Шликумом в 1975 году по одному экземпляру, найденном во Франции в коммуне Сессе-сюр-Тий в обнажениях верхнего плиоцена (мергель пресноводный). Подвидовой эпитет irenae происходит от имени Ирен Шликум (Irene Schlickum), которая помогала автору с определением видов. Высота раковины голотипа 1,86 мм, ширина 0,93 мм. От номинативного подвида отличается по следующим признакам: ширина раковины меньше, последний оборот не занимает больше половины высоты раковины, устье меньше и не настолько опущено, внутренняя стенка устья отвёрнута к пупку, два палатальных зуба расположены ближе друг к другу[33].
- † Vertigo pusilla sarmatica Kókay, 2006. Описан Йожефом Кокаем в 2006 году по экземпляру, найденном в Венгрии в Варпалоте в пресноводных глинах верхнего сарматского яруса (от него происходит подвидовой эпитет sarmatica) на глубине 112 м. Высота раковины голотипа 2 мм, ширина 1,2 мм. В устье 2 париетальных, 2 колумеллярных и 2 палатальных зуба. Кроме того, имеется маленький инфрапариетальный зуб, отсутствующий у номинативного подвида. Зубы шире, чем у номинативного подвида. Голотип хранится в Геологическом музее Венгрии. Другой повреждённый экземпляр схож с голотипом[34].